# 勝山市
勝山市（かつやまし、福井弁:かっちゃま）は、福井県北東部の嶺北地区に位置する市。嶺北地区では大野市とともに奥越を構成する自治体である。日本有数の豪雪地帯であり特別豪雪地帯にも指定されている。世界三大恐竜博物館の一つとされる福井県立恐竜博物館があり「恐竜のまち」を標榜している。1954年（昭和29年）市制施行。

## 地理

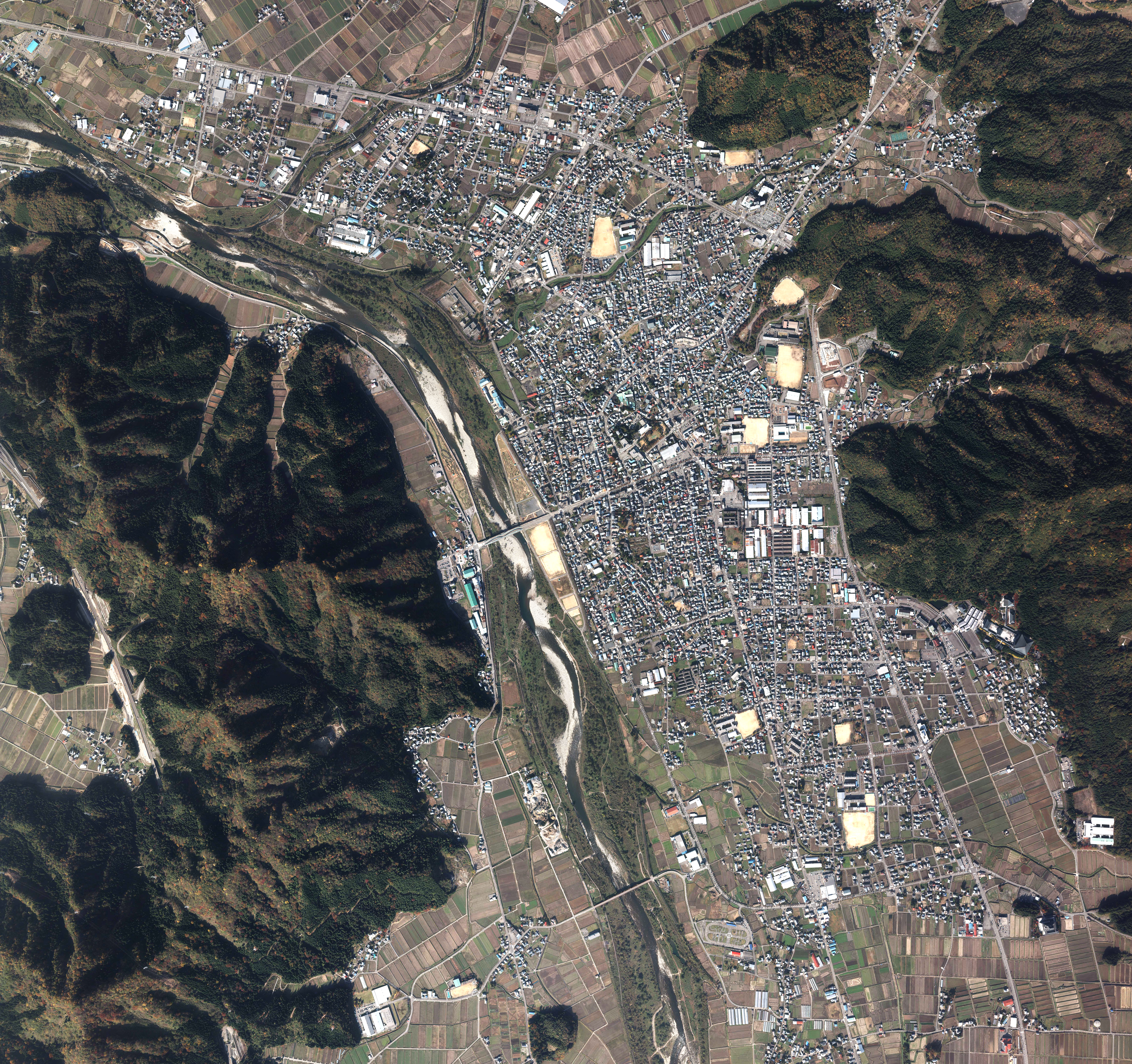
勝山市中心部周辺の空中写真。九頭竜川東岸に市街地が広がる。2014年11月11日撮影の18枚を合成作成。。

### 地形

#### 山岳
主な山
- 取立山
- 法恩寺山
- 大長山
- 大日山
- 経ヶ岳

峠
- 谷峠 - (国道157号)
- 新又峠 - (国道416号) 未開通区間、石川県県境（小松市）

#### 河川
主な川
- 九頭竜川
- 滝波川

#### 湖沼
主な湖
- 浄土寺川湖
- 小原湖

#### 土地
盆地
- 勝山盆地

台地
- 六呂師高原

### 気候
| 勝山（1993年 - 2020年）の気候      | 勝山（1993年 - 2020年）の気候 | 勝山（1993年 - 2020年）の気候 | 勝山（1993年 - 2020年）の気候 | 勝山（1993年 - 2020年）の気候 | 勝山（1993年 - 2020年）の気候 | 勝山（1993年 - 2020年）の気候 | 勝山（1993年 - 2020年）の気候 | 勝山（1993年 - 2020年）の気候 | 勝山（1993年 - 2020年）の気候 | 勝山（1993年 - 2020年）の気候 | 勝山（1993年 - 2020年）の気候 | 勝山（1993年 - 2020年）の気候 | 勝山（1993年 - 2020年）の気候 |
| 月                                 | 1月                           | 2月                           | 3月                           | 4月                           | 5月                           | 6月                           | 7月                           | 8月                           | 9月                           | 10月                          | 11月                          | 12月                          | 年                            |
| ---------------------------------- | ----------------------------- | ----------------------------- | ----------------------------- | ----------------------------- | ----------------------------- | ----------------------------- | ----------------------------- | ----------------------------- | ----------------------------- | ----------------------------- | ----------------------------- | ----------------------------- | ----------------------------- |
| 最高気温記録 °C （°F）             | 16.2 (61.2)                   | 17.8 (64)                     | 25.7 (78.3)                   | 29.4 (84.9)                   | 33.8 (92.8)                   | 35.0 (95)                     | 36.7 (98.1)                   | 37.4 (99.3)                   | 35.5 (95.9)                   | 29.7 (85.5)                   | 26.3 (79.3)                   | 22.0 (71.6)                   | 37.4 (99.3)                   |
| 平均最高気温 °C （°F）             | 4.6 (40.3)                    | 5.7 (42.3)                    | 10.5 (50.9)                   | 17.1 (62.8)                   | 22.5 (72.5)                   | 25.7 (78.3)                   | 29.3 (84.7)                   | 31.0 (87.8)                   | 26.8 (80.2)                   | 21.1 (70)                     | 14.6 (58.3)                   | 7.7 (45.9)                    | 18.0 (64.4)                   |
| 日平均気温 °C （°F）               | 1.1 (34)                      | 1.6 (34.9)                    | 5.3 (41.5)                    | 11.5 (52.7)                   | 17.1 (62.8)                   | 20.9 (69.6)                   | 24.7 (76.5)                   | 26.0 (78.8)                   | 21.8 (71.2)                   | 15.7 (60.3)                   | 9.7 (49.5)                    | 3.8 (38.8)                    | 13.3 (55.9)                   |
| 平均最低気温 °C （°F）             | −1.7 (28.9)                   | −1.9 (28.6)                   | 0.7 (33.3)                    | 6.1 (43)                      | 11.9 (53.4)                   | 16.8 (62.2)                   | 21.2 (70.2)                   | 22.0 (71.6)                   | 17.8 (64)                     | 11.4 (52.5)                   | 5.4 (41.7)                    | 0.6 (33.1)                    | 9.2 (48.6)                    |
| 最低気温記録 °C （°F）             | −9.1 (15.6)                   | −9.8 (14.4)                   | −6.9 (19.6)                   | −2.9 (26.8)                   | 2.2 (36)                      | 8.9 (48)                      | 14.7 (58.5)                   | 14.0 (57.2)                   | 8.2 (46.8)                    | 1.9 (35.4)                    | −1.7 (28.9)                   | −8.0 (17.6)                   | −9.8 (14.4)                   |
| 降水量 mm （inch）                 | 224.5 (8.839)                 | 138.4 (5.449)                 | 154.2 (6.071)                 | 150.0 (5.906)                 | 159.7 (6.287)                 | 180.0 (7.087)                 | 291.4 (11.472)                | 195.6 (7.701)                 | 195.0 (7.677)                 | 148.4 (5.843)                 | 180.0 (7.087)                 | 260.2 (10.244)                | 2,281.5 (89.823)              |
| 平均降水日数 （≥1.0 mm）           | 21.1                          | 16.2                          | 15.6                          | 12.4                          | 11.6                          | 11.7                          | 13.7                          | 10.0                          | 12.2                          | 11.8                          | 14.9                          | 21.3                          | 172.3                         |
| 平均月間日照時間                   | 67.1                          | 89.3                          | 125.0                         | 163.8                         | 185.5                         | 142.2                         | 141.8                         | 191.2                         | 141.1                         | 149.1                         | 114.9                         | 74.6                          | 1,585.6                       |
| 出典1：Japan Meteorological Agency |                               |                               |                               |                               |                               |                               |                               |                               |                               |                               |                               |                               |                               |
| 出典2：気象庁                      |                               |                               |                               |                               |                               |                               |                               |                               |                               |                               |                               |                               |                               |

### 人口
福井県で最も人口が少ない市であり、近年は人口減少が続いている。
| |                                        |  |
| 勝山市と全国の年齢別人口分布（2005年） | 勝山市の年齢・男女別人口分布（2005年） |  |
| ■紫色 ― 勝山市 ■緑色 ― 日本全国 | ■青色 ― 男性 ■赤色 ― 女性              |  |
| 勝山市（に相当する地域）の人口の推移 \| 1970年（昭和45年） \| 32,691人 \| \| \| 1975年（昭和50年） \| 31,025人 \| \| \| 1980年（昭和55年） \| 30,852人 \| \| \| 1985年（昭和60年） \| 30,416人 \| \| \| 1990年（平成2年） \| 29,805人 \| \| \| 1995年（平成7年） \| 29,162人 \| \| \| 2000年（平成12年） \| 28,143人 \| \| \| 2005年（平成17年） \| 26,961人 \| \| \| 2010年（平成22年） \| 25,466人 \| \| \| 2015年（平成27年） \| 24,125人 \| \| \| 2020年（令和2年） \| 22,150人 \| \| |                                        |  |
| 総務省統計局 国勢調査より |                                        |  |
| 1970年（昭和45年） | 32,691人                               |  |
| 1975年（昭和50年） | 31,025人                               |  |
| 1980年（昭和55年） | 30,852人                               |  |
| 1985年（昭和60年） | 30,416人                               |  |
| 1990年（平成2年） | 29,805人                               |  |
| 1995年（平成7年） | 29,162人                               |  |
| 2000年（平成12年） | 28,143人                               |  |
| 2005年（平成17年） | 26,961人                               |  |
| 2010年（平成22年） | 25,466人                               |  |
| 2015年（平成27年） | 24,125人                               |  |
| 2020年（令和2年） | 22,150人                               |  |

#### 健康
- 平均年齢 52.1歳（2020年国勢調査）

### 隣接自治体
福井県
- 大野市
- 福井市
- 吉田郡：永平寺町
- 坂井市

石川県
- 加賀市
- 小松市
- 白山市

## 歴史

### 近世
- 織豊時代は、勝山城を拠点に柴田氏や丹羽氏の所領であった。
- 江戸期は、越前松平家一門の結城松平氏が越前勝山藩を立藩。その後幕領を経て小笠原氏が入封し幕末まで続いた。

### 近現代
昭和
- 1954年（昭和29年）9月1日 - 大野郡勝山町、荒土村、村岡村、北郷村、北谷村、鹿谷村、遅羽村、平泉寺村及び野向村が合併して、勝山市が発足する。旧勝山町以外の区域の住所には旧村名を冠称して、○○町××（○○は旧村名）となる。
- 1965年（昭和40年）9月 - 秋雨前線が活発化したことによる四〇・九風水害が発生。遅羽町千代田で九頭竜川の堤防が決壊して住宅5棟、工場1棟が流出、住宅3棟が半壊。また北谷町では土砂崩れにより住宅2棟が埋没、死者・行方不明者4人、重傷者4人[4]。

## 政治

### 行政

#### 市長
- 市長：水上実喜夫（2020年12月26日就任、2期目[5]）

| 代      | 氏名         | 就任日                     | 退任日                     | 備考                                                  |
| ------- | ------------ | -------------------------- | -------------------------- | ----------------------------------------------------- |
| 1 - 2   | 山内継喜     | 1954年（昭和29年）10月15日 | 1962年（昭和37年）10月14日 |                                                       |
| 3 - 4   | 山内譲       | 1962年（昭和37年）10月15日 | 1970年（昭和45年）10月14日 |                                                       |
| 5 - 6   | 高野春三     | 1970年（昭和45年）10月15日 | 1976年（昭和51年）11月17日 | 1970年（昭和45年）9月27日投開票の選挙で前職を破り当選 |
| 7 - 9   | 池田勤也     | 1976年（昭和51年）12月26日 | 1988年（昭和63年）12月25日 |                                                       |
| 10 - 12 | 今井三右衛門 | 1988年（昭和63年）12月26日 | 2000年（平成12年）12月25日 |                                                       |
| 13 - 17 | 山岸正裕     | 2000年（平成12年）12月26日 | 2020年（令和2年）12月25日  |                                                       |
| 18 - 19 | 水上実喜夫   | 2020年（令和2年）12月26日  |                            |                                                       |

### 議会

#### 市議会
勝山市議会
- 勝山市議会：定数16人（任期満了2023年8月31日[8]）

#### 県議会
福井県議会
勝山市から選出される福井県議会議員の定数は1議席である。現任期の満了日は、2021年（令和3年）6月30日である。
- 2019年福井県議会議員選挙

#### 国会
衆議院
勝山市は、福井市、あわら市、坂井市、吉田郡・永平寺町、大野市と構成される福井県第1区が選挙区となる。
なお、当選挙区の衆議院選挙比例代表区選出議員については、比例北陸信越ブロックを参照のこと。
参議院
大野市は、参議院・北陸信越ブロックに属する。福井県選挙区は参議院一人区の1つ。

## 官公庁

### 裁判所
- 福井地方裁判所（管轄地：勝山市、福井市、あわら市、坂井市、吉田郡・永平寺町、大野市）
- 福井家庭裁判所（管轄地：勝山市、福井市、あわら市、坂井市、吉田郡・永平寺町、大野市）
- 福井簡易裁判所（管轄地：勝山市、福井市、あわら市、坂井市、吉田郡・永平寺町、大野市）

## 施設

### 警察
警察署
- 福井県勝山警察署

交番
- 元町交番（勝山市元町一丁目）

駐在所
- 平泉寺駐在所（勝山市平泉寺町平泉寺）
- 北谷駐在所（勝山市北谷町中尾）
- 荒土駐在所（勝山市荒土町新保）
- 北郷駐在所（勝山市北郷町坂東島）

### 消防
本部
- 勝山市消防本部

消防署
- 勝山市消防署（勝山市長山町）

### 医療
主な病院
- 地域医療機能推進機構福井勝山総合病院（長山町）

### 福祉施設
老人ホーム
- さつき苑
- 特別養護老人ホームさくら荘

### 郵便局
主な郵便局
- 勝山郵便局

### 図書館
- 勝山市立図書館

### 文化施設
- 福井県立恐竜博物館 - 世界三大恐竜博物館
- 勝山城博物館
- 白山平泉寺歴史探遊館まほろば
- はたや記念館 ゆめおーれ勝山
- ブータンミュージアム
- 勝山市民会館
- 勝山市教育会館
- 勝山市体育館ジオアリーナ
- 福井県立クレー射撃場

## 対外関係

### 姉妹都市・提携都市

#### 海外
提携都市
- アスペン市（アメリカ合衆国 コロラド州）

## 経済

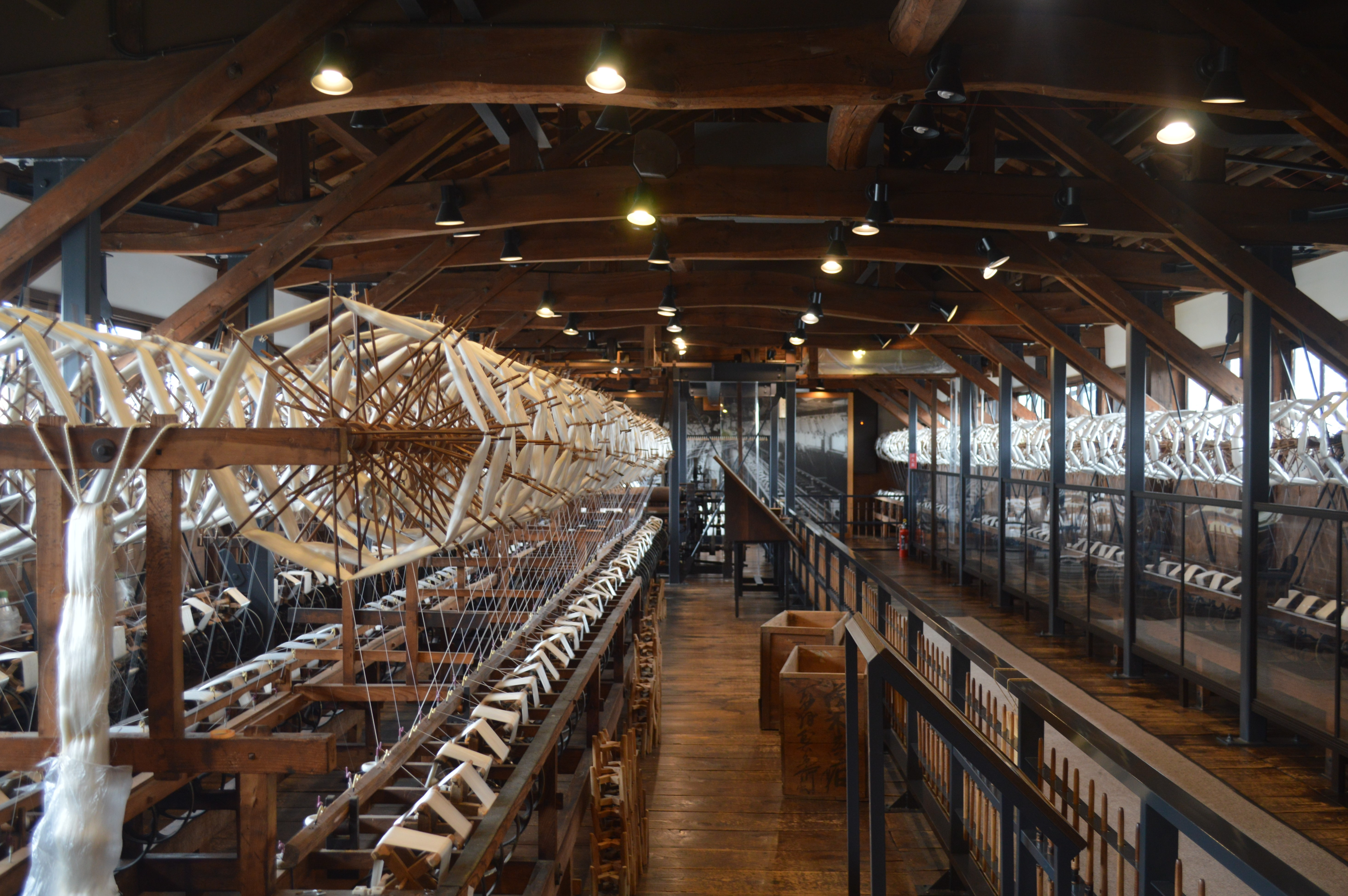
はたや記念館 ゆめおーれ勝山

明治時代初期には勝山で勝山製糸会社が創業し、近代には羽二重やレーヨンなどの機業（織物業）が勝山の主産業となった。勝山における機業の歴史を紹介する施設として、2009年に木下機業場の旧工場を用いたはたや記念館 ゆめおーれ勝山が開館した。
主な産業
- 繊維産業
- 観光業

産業人口（2005年国勢調査）
- 第一次産業：1,244人
- 第二次産業：5,579人
- 第三次産業：7,446人

### 第二次産業

#### 工業
- フクタカ - 自動車小物部品製造メーカー。
- 大阪特殊合金勝山工場 - 本社大阪の金属メーカー。

#### 紡績業
繊維系の主な企業・事業所
- ケイテー
- 松文産業
- 日本特殊織物
- セーレン勝山工場

#### 醸造業
- 一本義久保本店 - 日本酒の製造販売。

#### 製薬業
- 勝山ファーマ（iLABSグループ） - 製薬関係。かつては同地に北陸製薬が存在していた。その後工場はアボットジャパン、マイランEPDを経て現在に至る。

### 第三次産業

#### サービス業
- 朝日印刷 - 福井県立恐竜博物館との共同企画「恐竜カレンダー」の制作。
- 勝山東急リゾートサービス - スキージャム勝山などの運営。

## 教育

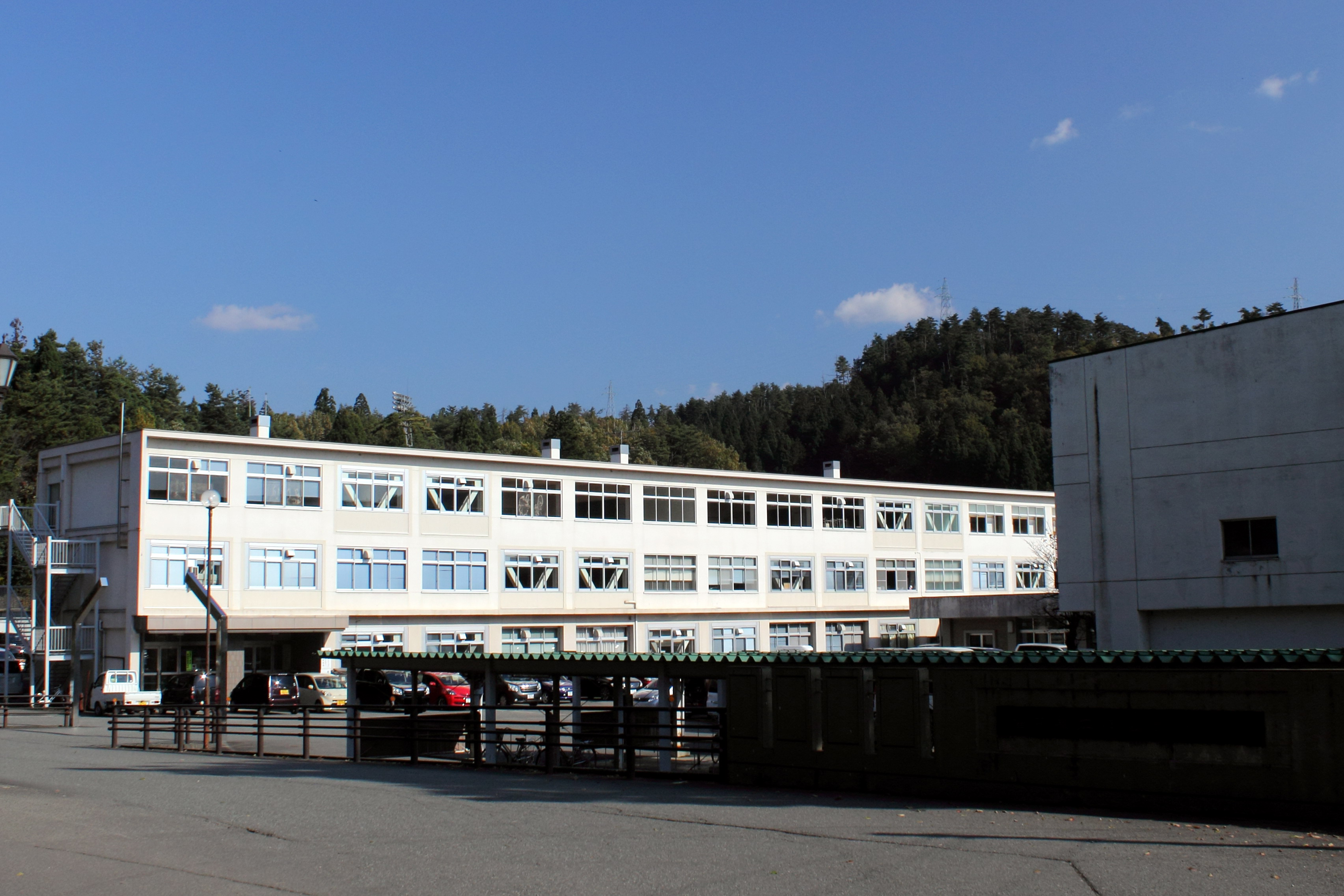
福井県立勝山高等学校

勝山市立の全小中学校がユネスコスクールとして持続可能な開発のための教育（ESD）に取り組んでいる。

### 高等学校
県立
- 福井県立勝山高等学校

### 中学校
市立
- 勝山市立勝山北部中学校
- 勝山市立勝山中部中学校
- 勝山市立勝山南部中学校
- かつやま子どもの村中学校 ※小中併設

### 小学校
市立
- 勝山市立野向小学校
- 勝山市立北郷小学校
- 勝山市立荒土小学校
- 勝山市立鹿谷小学校
- 勝山市立村岡小学校
- 勝山市立成器西小学校
- 勝山市立成器南小学校
- 勝山市立三室小学校
- 勝山市立平泉寺小学校
- かつやま子どもの村小学校 ※小中併設

### 特別支援学校
県立
- 福井県立奥越特別支援学校

## 交通

### 鉄道

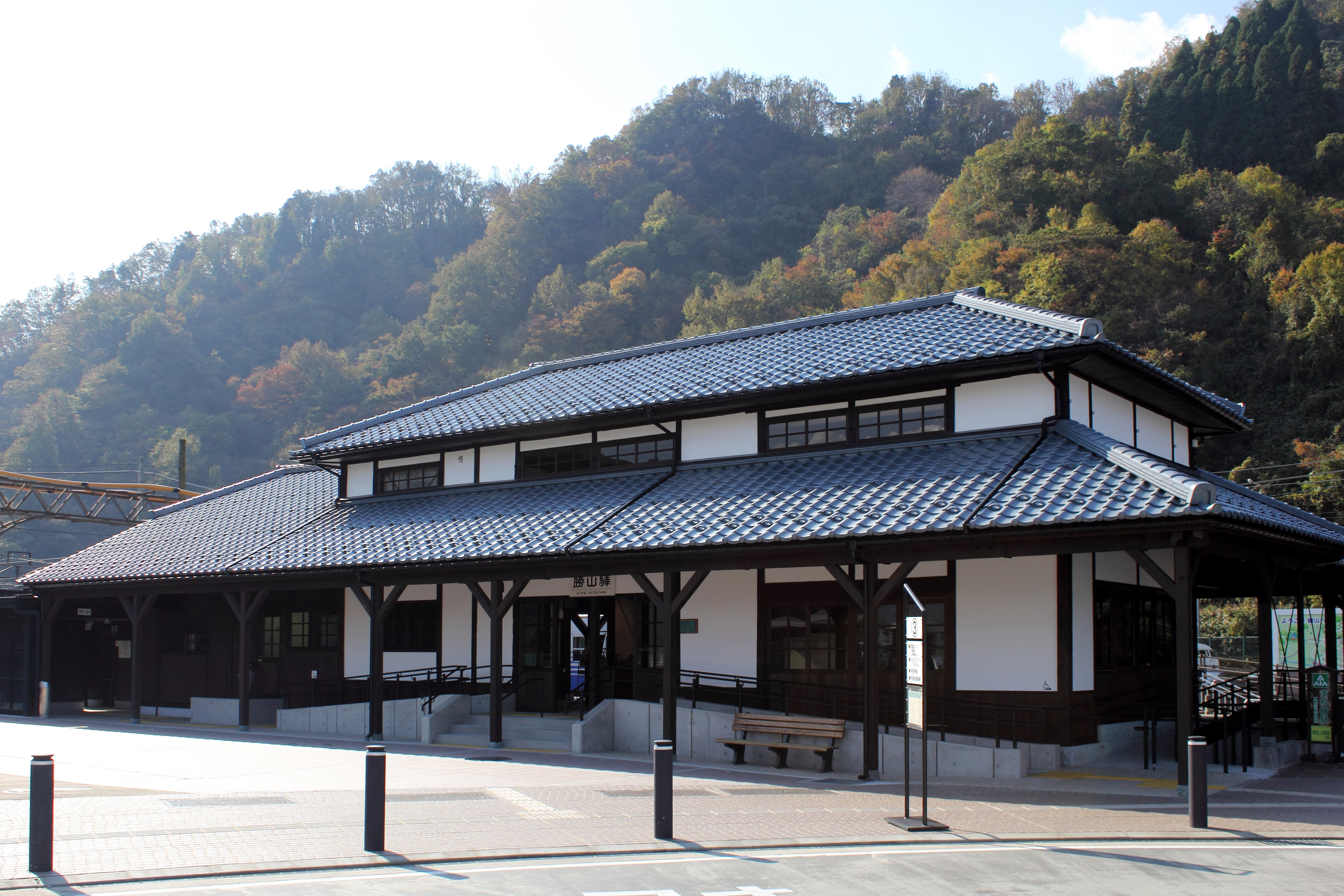
勝山駅

中心となる駅：勝山駅

#### 鉄道路線
- えちぜん鉄道
  - 勝山永平寺線：- 保田駅 - 発坂駅 - 比島駅 - 勝山駅

#### 廃止路線
- 京福電気鉄道
  - 越前本線

1974年（昭和49年）まで勝山駅から大野市の京福大野駅（大野三番）まで線路が延びていた。廃止代替バスである京福バス勝山・大野線は遅羽経由ではなく九頭竜川の対岸側を通る。

### バス
- 勝山市コミュニティバス

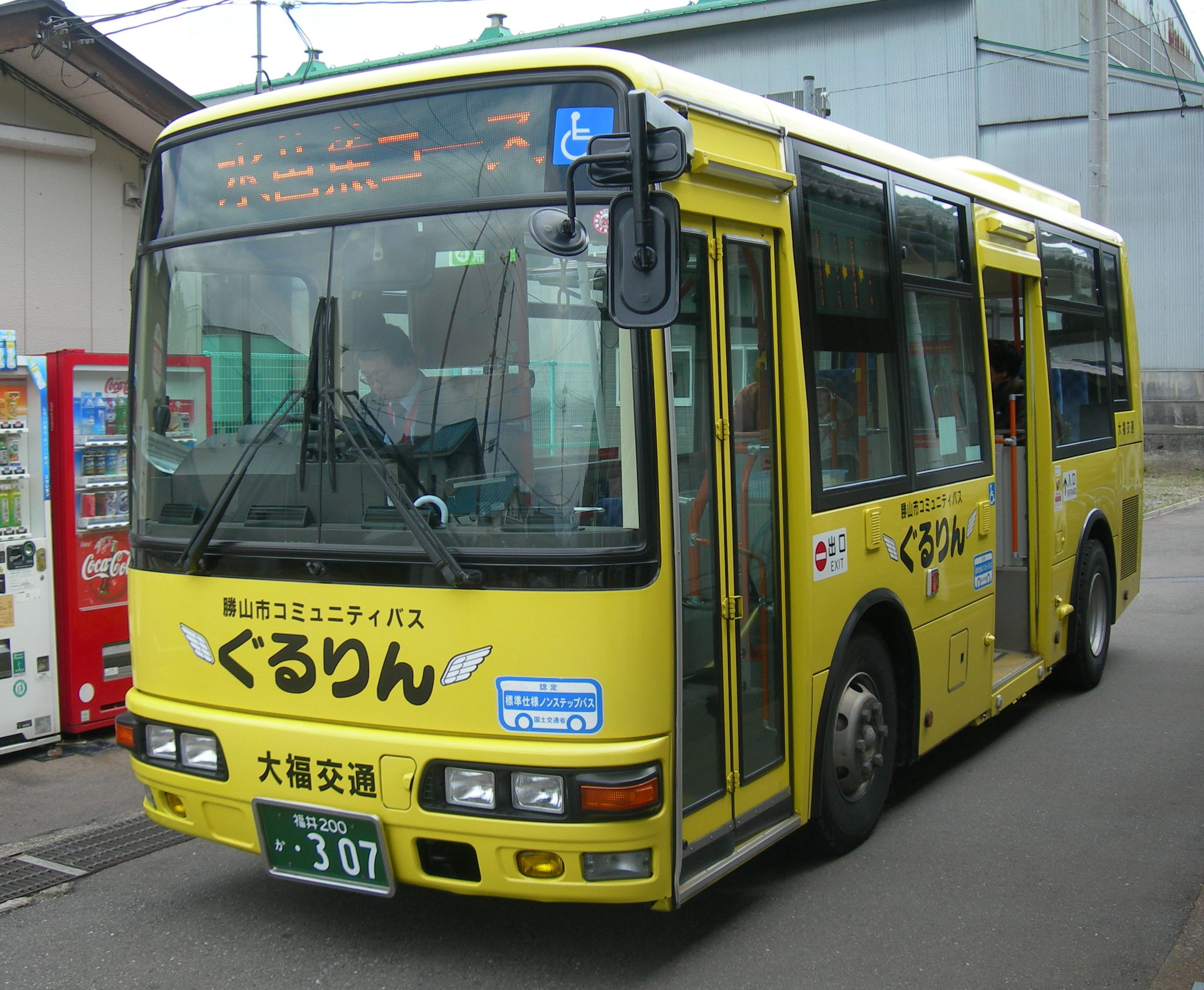
勝山市コミュニティバス「ぐるりん」

  - 「ぐるりん」 - 大福交通有限会社へ運行委託
  - デマンドバス - 大福交通有限会社、勝山交通株式会社へ運行委託
- 勝山市内観光バス「ダイナゴン」 - 大福交通有限会社へ運行委託
- 恐竜博物館直通バス（シャトルバス） - 大福交通有限会社へ運行委託
- 京福バス
  - 勝山・大野線（一般路線バス） - 大野観光自動車株式会社へ運行委託（京福バス車両を使用）
  - 「恐竜バス」（高速バス） - 年末年始以外の土曜日・休日の運行
  - スキージャム勝山直行バス - 冬季のみ運行

### 道路

#### 高速道路
高速自動車国道は通っていない。E8北陸自動車道の福井北IC（福井市）、丸岡IC（坂井市）が最寄り。
- E67中部縦貫自動車道 - 国土交通大臣指定に基づく高規格幹線道路（一般国道の自動車専用道路）
  - 勝山IC

#### 国道
- 国道157号
- 国道416号

#### 県道
主要地方道
- 福井県道17号勝山丸岡線
- 福井県道26号大野勝山線
- 福井県道31号篠尾勝山線

一般県道
| - 福井県道112号栃神谷鳴鹿森田線 - 福井県道131号勝山停車場線 - 福井県道132号平泉寺線 - 福井県道135号谷北六呂師線 - 福井県道168号藤巻下荒井線 - 福井県道169号平泉寺大渡線 - 福井県道170号五条方下荒井線 | - 福井県道171号五条方松原出勝山線 - 福井県道221号奥越高原線 - 福井県道239号上唯野西屋勝山線 - 福井県道240号本郷大野線 - 福井県道260号勝山インター線 - 福井県道261号滝波長山線 |  |

#### 有料道路
- 法恩寺山有料道路 - 2022年10月1日に無料開放。

#### 道の駅
- 道の駅恐竜渓谷かつやま

## 観光

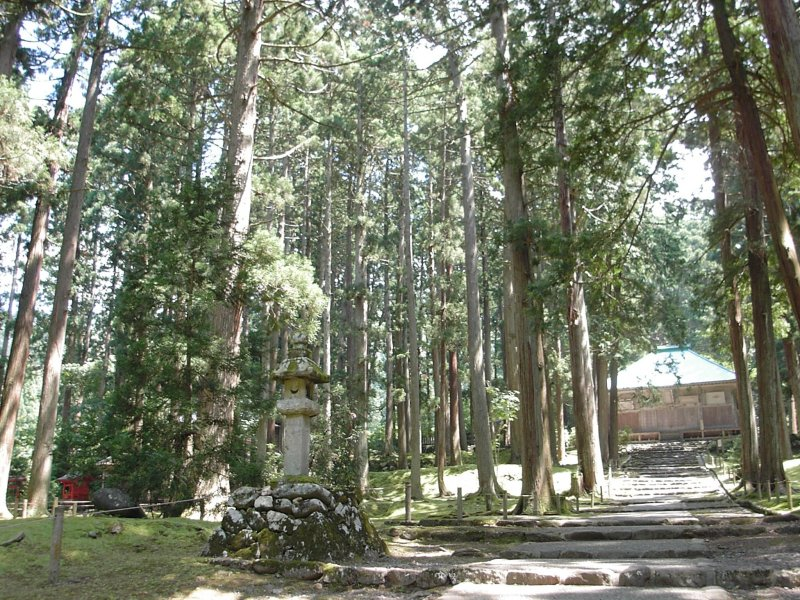
平泉寺白山神社

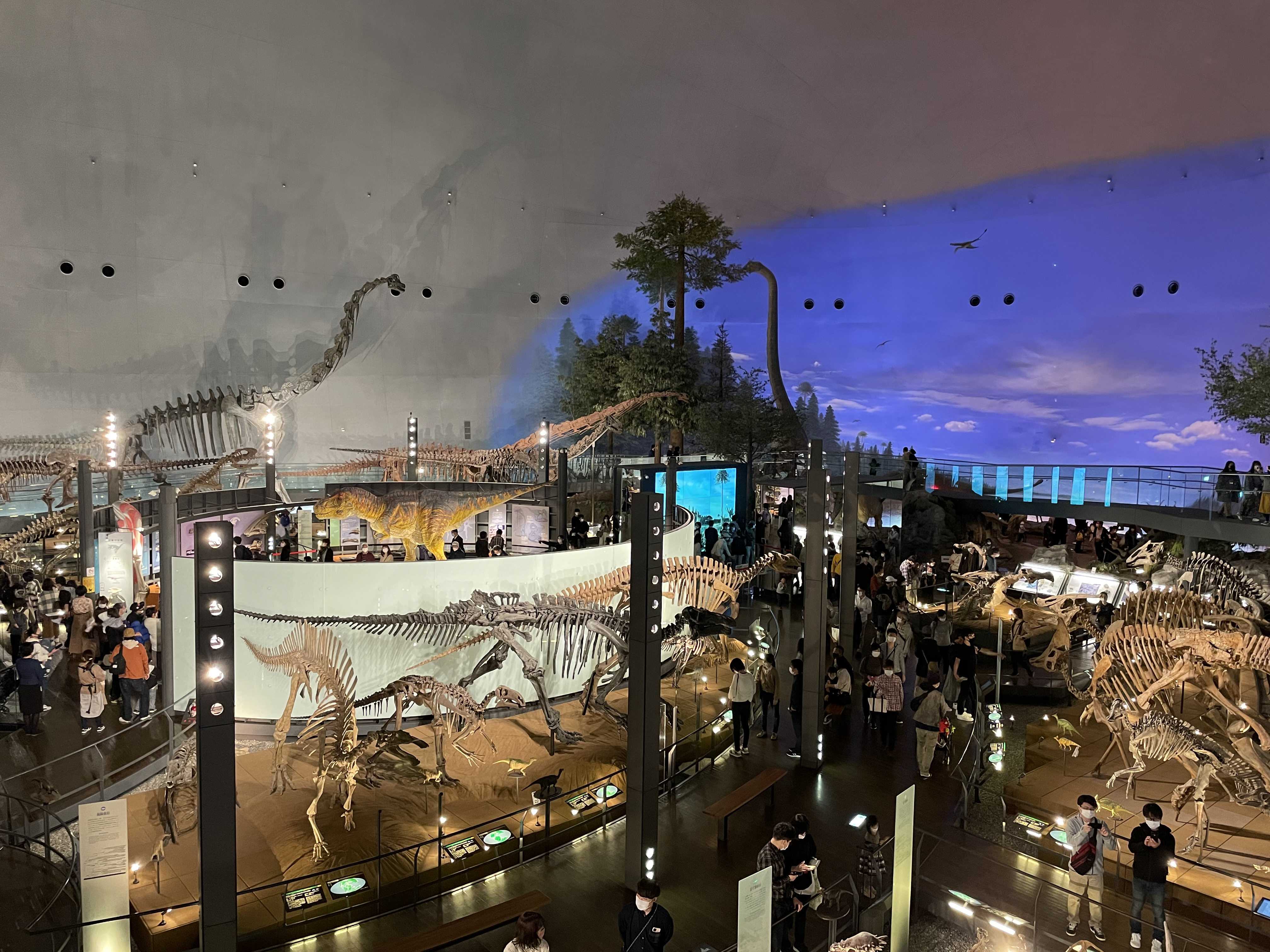
福井県立恐竜博物館

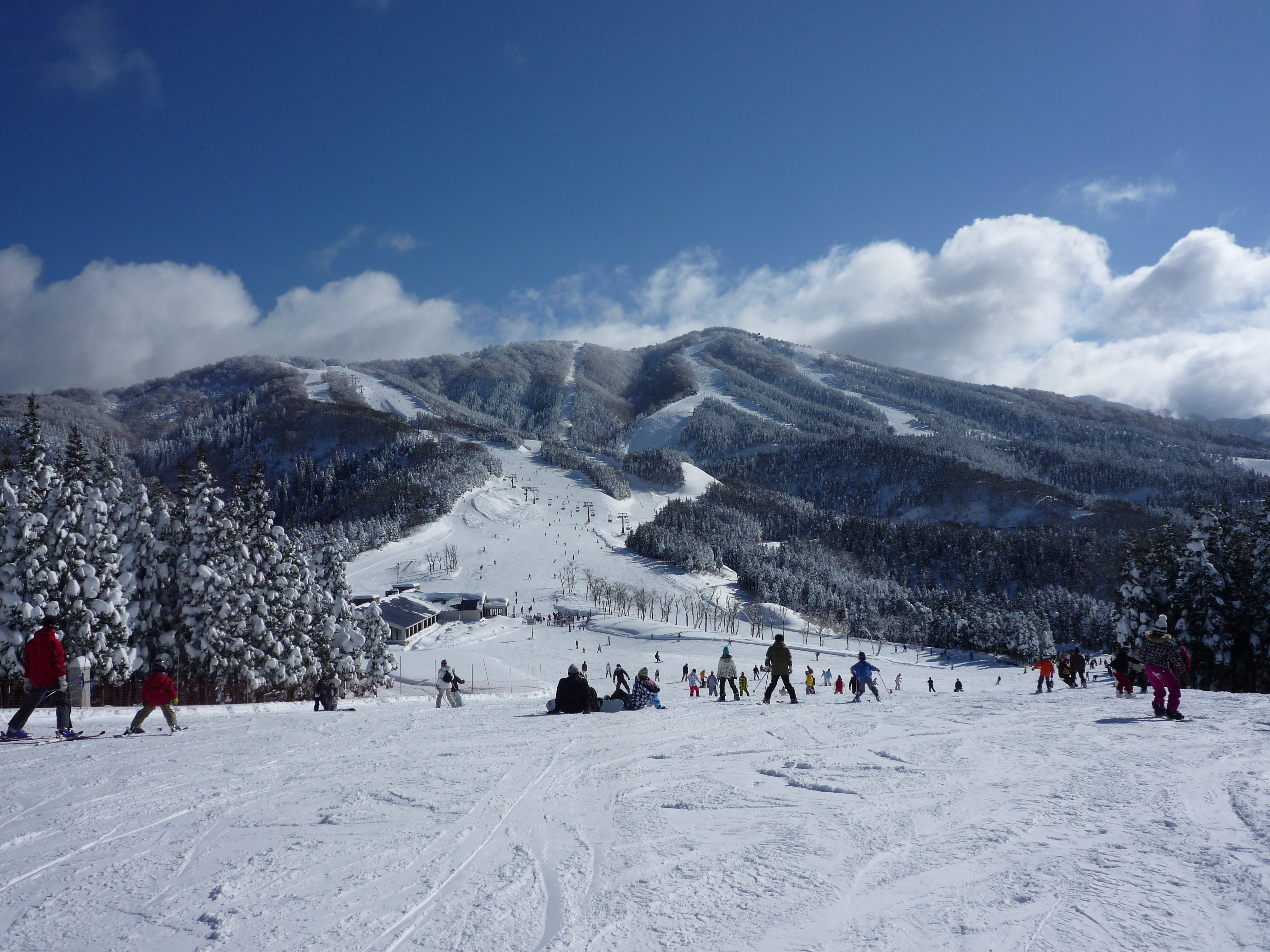
スキージャム勝山

### 名所・旧跡
主な城郭・館
- 勝山城
- 村岡山城

主な神社
- 平泉寺白山神社 - かおり風景100選。
- 中宮平泉寺参道 - 日本の道100選。

主な寺院
- 清大寺 - 越前大仏（大師山清大寺）
- 開善寺

### 観光スポット
- 福井県立恐竜博物館
  - かつやま恐竜の森
- 勝山城博物館

景勝地
- 弁天桜
- 六呂師高原

公園
- 国立公園
  - 白山国立公園
- 県立自然公園
  - 奥越高原県立自然公園
- 恐竜渓谷ふくい勝山ジオパーク

レジャー施設
- スキージャム勝山
- 雁が原スキー場 - 2019 - 2020年シーズンをもって閉鎖。
- 六呂師温泉
- 勝山温泉センター水芭蕉
- 法恩寺温泉

## 文化・名物

### 祭事・催事
- 勝山左義長（2月最終土日）
- 顕如講（8月23日）
- 神明神社祭（9月下旬）
- 勝山年の市
- 長柄節

## 出身関連著名人

### 出身著名人
- 山内一郎 - 郵政大臣。
- 山岸正裕 - 政治家。勝山市長。
- 平泉澄 - 歴史学者。
- 西脇呉石 - 書家。
- 奥村正彦 - 演出家・映画監督。
- 水城雄 - 小説家。
- 玉木新雌 - ファッションデザイナー・播州織アーティスト。
- 花菱アチャコ - 漫才師・俳優。
- 石塚運昇 - 声優・俳優・ナレーター・演出家。
- 松枝隆一 - 福井テレビジョン放送アナウンサー。
- 天龍源一郎 - プロレスラー。
- 横山竜士 - プロ野球選手。
- 三屋裕子 - 日本バレーボール協会理事。日本バスケットボール協会会長。バレーボール日本女子代表選手。ロサンゼルスオリンピック銅メダリスト。
- 山岸陽子-プロゴルファー
- 椿山竜介 - バレーボール選手。
- 松川直弘 - バドミントン選手。
- 山口茜 - バドミントン選手。
- 多田京加 - アイドル。AKB48[9]。

### ゆかりの人物
- 泰澄 - 奈良時代の僧。山で修行したとされる白山信仰の祖。